# Mormonia emilia
Mormonia emilia là một loài bướm đêm trong họ Noctuidae.